# Liponeura edwardsiana
Liponeura edwardsiana är en tvåvingeart som beskrevs av Mannheims 1954. Liponeura edwardsiana ingår i släktet Liponeura och familjen Blephariceridae. Inga underarter finns listade i Catalogue of Life.